# Forfatterfunktion
Forfatterfunktionen er et litteraturteoretisk begreb, som den franske tænker Michel Foucault udviklede i essayet "Hvad er en forfatter?" fra 1969, hvori det er en central tese, at ”forfatteren” er en diskursiv størrelse snarere end en ”reel” forfatter. Dette betyder for Foucault, at i vore dages kultur er det kun visse tekster, der bærer en ”forfatterfunktion.” Således vil vi forbinde et litterært værk (fx en roman) med dens forfatter/ophavsmand (m/k), men vi vil ikke tænke på samme måde om et en grundbog i lægevidenskab. Ifølge den danske litterat Dag Heede mener Foucault, at idéen om "forfatteren" har en vigtig - men begrænsende - funktion i forhold til vores forståelse af en tekst. For Heede er forfatterfunktionen ”en ideologisk størrelse, der som en slags spændetrøje lægges ned over moderne tekster og holder deres mangfoldige betydningsstrømme i skak.” Foucault skriver således, at litteraturkritikkens forsøg på at studere flere tekster som et samlet hele beror på et "princip for en særlig enhed i skriften" der neutraliserer, som kan udfolde sig i en serie tekster." Ifølge litteraten Andrew Bennett er der en dobbelthed i Foucaults syn på forfatteren, for Foucaults interesse i, hvorfor folk i vore dage generelt er optaget af hvem der har lavet et udsagn hænger sammen med en modstand mod denne interesse i forfatteren. Foucault så hellere, at det var ubetydeligt, hvem der taler, dvs. hvem ophavsmanden (m/k) til en tekst er.

## Argument
For Foucault er fremkomsten af begrebet ”forfatter” et vigtigt punkt i individualiseringens idéhistorie og ifølge ham er ”forfatteren” et så centralt begreb, at fænomener som litterære perioder (fx romantikken, det moderne gennembrud, postmoderne litteratur), eller filosofiske skoler (stoicismen, empirismen, kontinentalfilosofi) blegner i sammenligning. Forfatteren bliver - i sammenligning med disse andre begreber - som anset for at være en meget mere solid og grundlæggende enhed. Ifølge Foucault ændredes relationen mellem litterære og videnskabelige tekster i løbet af 1600-tallet og 1700-tallet. Før dette skifte var det kun videnskabelige teksters autoritet, der beroede på henvisningen til forfatternavnet. I løbet af den tidlige moderne periode ændredes denne relation. Efter dette skifte begyndte videnskabelige tekster at blive accepteret uden henvisning til deres ophavsmænd. I Foucaults ord, var der "engang, hvor de tekster, som vi i dag kalder "litterære" (fortællinger, eventyr, epos, tragedier, komedier), blev modtaget, sat i cirkulation, vurderet uden at spørgsmålet om deres forfatter skulle stilles." Videnskabens logik tilsagde, at det videnskabelige indhold ikke var afhængigt af, hvem der havde opnået til en bestemt erkendelse om fx himmellegemernes bevægelse. Litterære tekster begyndte derimod at være afhængige af at blive hængt op på deres ophavsmand (m/k). I moderne tid, skriver Foucault, er litterære værker "totally dominated by the sovereignty of the author."
Foucaults essay fokuserer især på relationen mellem teksten og forfatteren. Foucault mener, at det er en almindelig tanke (antageligvis i idéhistorie, litteraturvidenskab og humaniora mere generelt), at formålet med kritik ikke er at undersøge værkets forhold til forfatteren, men snarere at analysere værket ved at fokusere på dets opbygning og form. Foucault problematiserer i denne forbindelse, hvornår noget kan siges at være et værk. Skal vi fx forstå alle de tekster, som en forfatter har skrevet, som værker? Foucault bruger den tyske filosof Friedrich Nietzsche som eksempel. Vi vil almindeligvis henregne alle Nietzsches færdiggjorte bøger som værker, men bør vi også forstå hans tidligere udkast til disse bøger som "værker"? Og hvad hvis man finder et mødereferat skrevet af Nietzsche. Skal det så også forstås som værende et værk?  Foucault argumenterer for, at forfatternavnet forbundet til dets værker som fx når nogen siger ”Aristoteles” bruger vedkommende et ord, der svarer til flere specifikke beskrivelser af denne tænker, fx grundlæggeren af ontologien m.v. Eller hvis man opdagede, at nogle af Shakespeares sonneter faktisk ikke var skrevet af ham eller hvis man opdagede, at Shakespeare havde forfattet nogle af Francis Bacons værker. Sådanne opdagelser ville for Foucault betyde, at betydningen af navnet "Shakespeare" ville ændre sig og derfor argumenterer Foucault for, at et forfatternavn ikke blot er et navn som så mange andre navne.

## Beslægtede begreber
Ofte ses dette begreb diskuteret ift. Roland Barthes’ idé om ”forfatterens død” og Foucaults essay er da også blevet set som et modsvar på Barthes' begreb. Andre sammenligner forfatterfunktionen med Wayne Booths idé om ”the implied author” eller W.K. Wimsatt og og Monroe Beardsleys idé om den intentionelle fejlslutning (en.: the intentional fallacy).

## Kritik
Kritikere har beskyldt Foucaults essay for at være uklart skrevet. Andrew Bennett skriver, at essayet stedvist er "irriterende uigennemskueligt" (infuriatingly opaque).

## Dansk oversættelse
- Michel Foucault, “Hvad er en forfatter?” Passepartout vol. 22 (2003): 9-29.